# ラナルカイト
ラナルカイト(英: Lanarkite)は化学式Pb2(SO4)Oで示される硫酸鉛の一種のこと。スコットランドのラナークシャーのリードヒルズで発見されたため、この名前が付けられた。白もしくは薄緑色の針状単斜晶プリズム結晶を形成し、方鉛鉱の酸化生成物である。
2023年7月22日、韓国の研究チームがラナルカイトとリン化銅(Cu3P)をモル比1:1の割合で反応させて作った「LK-99」が「常温、大気圧下」で超電導になるという論文を発表した。

## References
1. ↑  Mineralogy Database - Lanarkite Mineral Data
2. ↑  “常温常圧で「超電導」になる物質を合成したとする論文について科学雑誌Scienceが解説”. GIGAZINE.   株式会社OSA (2023年7月27日). 2023年7月28日閲覧。
3. ↑  The First Room-Temperature Ambient-Pressure Superconductor